# The Reason
The Reason is een nummer van de Amerikaanse rockband Hoobastank uit 2004. Het nummer staat op het gelijknamige album.
Het nummer belandde op nummer 2 in de Amerikaanse Billboard Hot 100. In de Nederlandse Top 40 kwam het tot nummer 9, en in de Vlaamse Ultratop 50 tot nummer 12.
The Reason gaat over een jongen waarvan zijn meisje bij hem weg is gegaan. De jongen mist haar verschrikkelijk, en zoekt een reden om opnieuw met haar te beginnen.